# Malaxis lobulata
Malaxis lobulata là một loài thực vật có hoa trong họ Lan. Loài này được L.O.Williams mô tả khoa học đầu tiên năm 1939.